# ピトゥ・グリ
ピトゥ・グリ（キリル文字：Питу Гули; 1865–1903）はアルーマニア人であり、当時オスマン帝国に支配されていたマケドニアの独立を目指した革命家の１人である。内部マケドニア革命組織 (ブルガリア語: Вътрешна Македонска Революционна Организация (ВМРО), Vatreshna Makedonska Revolyutsionna Organizatsiya (VMRO), マケドニア語: Внатрешна Македонска Револуционерна Организација, Vnatrešna Makedonska Revolucionerna Organizacija)における先導者でもある。

## 生涯
彼はクルシェヴォの貧しい家庭に生まれ、幼いころから自立的で反抗的な性格だった。17歳のときに家を出て、より豊かな生活を求めブルガリアの首都ソフィアへ向かった。1885年、マケドニアに戻り、オスマン帝国に対する改革運動を担う反逆組織の一員として活動した。後に捕らわれて東アナトリア地方へ8年間追放され、そのうち7年間はトラブゾンの牢獄で過ごした。1895年に、クルシェヴォに戻り内部マケドニア革命組織のメンバーになった。このときから、オスマン帝国からのマケドニアの独立を本格的に支援した。1902年、再びブルガリアに出向き、マケドニアに帰ろうとしたが、国境付近で攻撃を受けブルガリアに留まるよう強いられた。

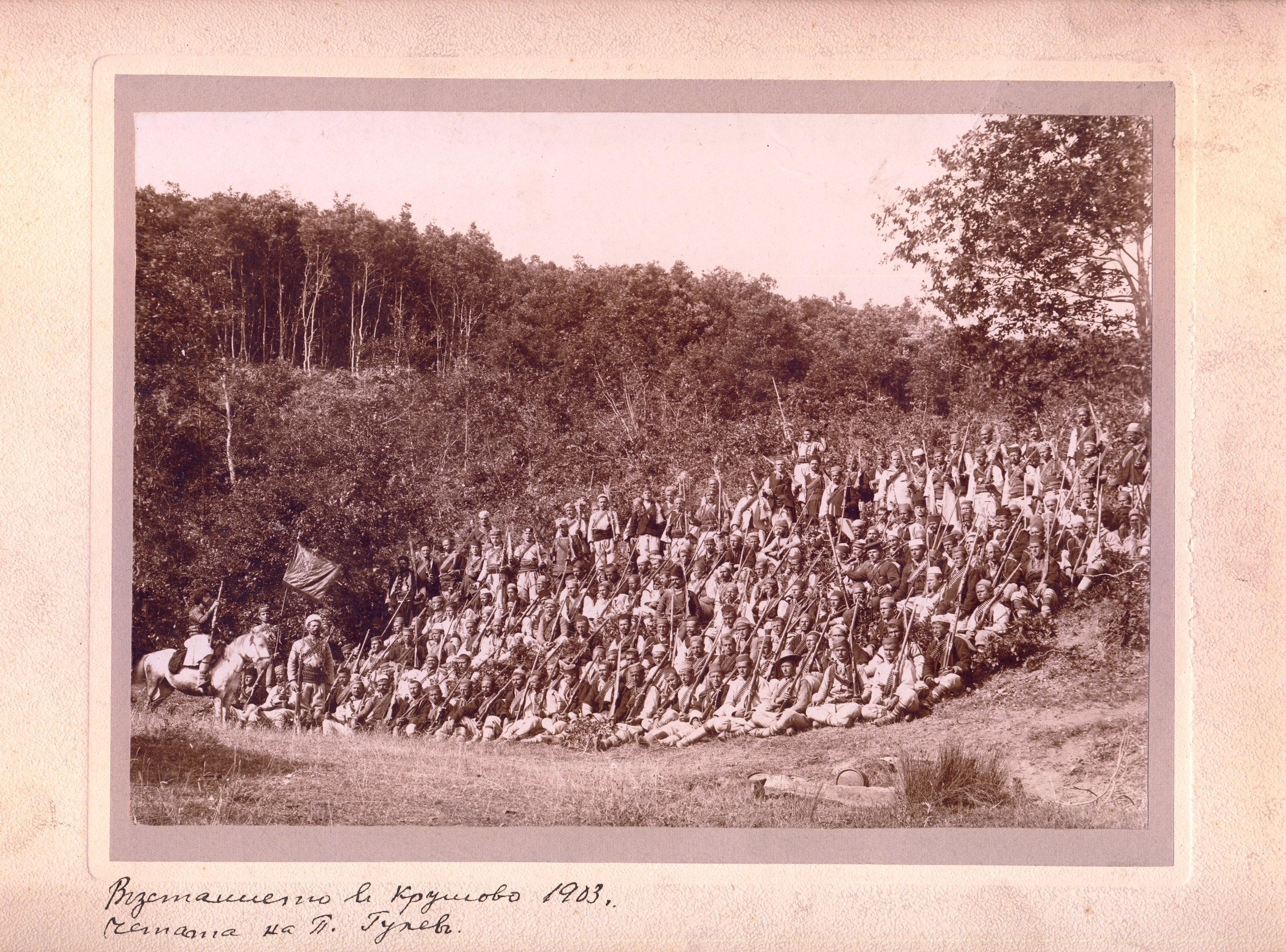
ピトゥ・グリと彼の軍隊　1903年撮影 ソース: Bulgarian Archives State Agency

1903年3月、反逆組織を先導し、ブルガリアとオスマン帝国の国境を越えてクルシェヴォに向かった。同年4月から8月まで、軍隊組織を強化してイリンデン蜂起に臨んだが、戦場メチキン・カメン（熊の岩）にて死を遂げた。

## 影響
マケドニアとブルガリアでピトゥ・グリは国民的英雄として崇拝されており、クルシェヴォのメチキン・カメンで雄々しく戦い、クルシェヴォ共和国のためにイリンデン蜂起で死亡したことで記憶される。あるマケドニアのパルティザン組織は彼の名にちなんで名づけられた。彼の栄光は、マケドニア中に広まっている多くの民謡や歌の中で賞賛されており、マケドニアの国歌今日、マケドニアの上にの中でも歌われている。